# Nisennenmondai
Nisennenmondai (にせんねんもんだい) est un groupe féminin de rock expérimental japonais, originaire de Tokyo. Le groupe joue une musique instrumentale qui a été rapprochée du courant post-rock.

## Biographie
Nisennenmondai est la traduction en japonais de l'expression « Bug de l'an 2000 ». Plusieurs titres de leur premier EP Sorede Souzousuru Neji sont nommés d'après des groupes ayant profondément influencé Nisennenmondai tels que The Pop Group, This Heat et Sonic Youth.
En 2008 le groupe publie deux albums Destination Tokyo et Neji/Tori.

## Membres
- Yuri Zaikawa - basse
- Masako Takada - guitare
- Sayaka Himeno - batterie

## Discographie
- 2004 : Sorede Souzousuru Neji (EP)
- 2005 : Tori
- 2006 : Rokuon
- 2008 : Destination Tokyo
- 2009 : Neji/Tori
- 2009 : Fan
- 2011 : Live
- 2013 : N (EP)